# Кухарчик, Илья Сергеевич
Илья Сергеевич Кухарчик (бел. Ілья Сяргеевіч Кухарчык; род. 10 марта 1997, Барановичи, Брестская область) — белорусский футболист, полузащитник мозырской «Славии».

## Карьера

### «Барановичи»
Начинал заниматься футболом в барановичской ДЮСШ-5. В 2012 году футболист перешёл в академию поставского ПМЦ. В 2014 году футболист присоединился к борисовскому БАТЭ, где выступал за юношескую команду и дублирующий состав. В марте 2017 года футболист на правах арендного соглашения присоединился к «Барановичам», соглашение с которыми было заключено до конца сезона. Дебютировал за клуб футболист 9 апреля 2017 года в матче против столбовского клуба «Неман-Агро», выйдя на поле в стартовом составе. Дебютным забитым голом за клуб футболист отличился 10 июня 2017 года в матче против «Лиды». Своим первым забитым дублем за клуб футболист отличился 14 июня 2017 года в матче Кубка Беларуси против «Энергосбыта-БГАТУ». По итогу сезона футболист вместе с клубом завершил чемпионат на итоговом двенадцатом месте. На протяжении сезона футболист выступал за клуб в роли одного из ключевых игроков, отличившись 7 забитыми голами. 
В феврале 2018 года футболист на правах свободного агента присоединился к «Витебску», подписав долгосрочное соглашение. В марте 2018 года футболист на правах арендного соглашения вернулся в «Барановичи», соглашение с которыми было рассчитано до конца сезона. Первый матч за клуб футболист сыграл 7 апреля 2018 года против «Сморгони», выйдя на поле в стартовом составе. Первым забитым голом за клуб в сезоне футболист отличился 21 апреля 2018 года в матче против пинской «Волны». На протяжении первой половины сезона футболист выступал за барановичский клуб в рол иодного из ключевых игроков, отличившись своим единственным забитым голом. В июле 2018 года футболист был отозван из барановичского клуба назад в «Витебск», который вскоре покинул, расторгнув контракт по соглашению сторон.

### «Белшина»
В июле 2018 года футболист на правах свободного агента присоединился к бобруйской «Белшине», подписав контракт до конца сезона. Дебютировал за клуб футболист 4 августа 2018 года в матче против пинской «Волны», выйдя на замену на 67 минуте и также отличившись своим дебютным забитым голом. По итогу сезона футболист вместе с клубом стал бронзовым призёром чемпионата. На протяжении сезона футболист выступал за клуб в роли игрока замены, отличившись своим единственным забитым голом. В феврале 2019 года футболист продлил контракт с бобруйским клубом. Новый сезон футболист начал с четвертьфинальных матчей Кубка Беларуси, где уступили солигорскому «Шахтёру». Первый матч в чемпионате футболист сыграл 5 мая 2019 года против гомельского «Локомотива», отличившись своим первым в сезоне забитым голом. По итогу сезона футболист вместе с клубом стал победителем чемпионата. Всего за сезон футболист отличился 6 забитыми голами.

### «Торпедо-БелАЗ»

#### Сезон 2020
В декабре 2019 года появилась информация, что футболистом интересуется жодинский «Торпедо-БелАЗ». В январе 2020 года футболист на правах свободного агента присоединился к жодинскому клубу, с которым подписал трёхлетний контракт. Дебютировал за клуб футболист 9 марта 2020 года в четвертьфинальном матче Кубка Беларуси против солигорского «Шахтёра», выйдя на поле в стартовом составе. По итогу ответной встречи 14 марта 2020 года солигорский «Шахтёр» оказался также сильнее и вышел в следующий раунд, однако сам футболист остался на скамейке запасных. Свой дебютный матч в чемпионате футболист сыграл 19 марта 2020 года против солигорского «Шахтёра», выйдя на поле в стартовом составе. В апреле 2020 года футболист выбыл из распоряжения клуба, получив серьёзную травму, порвав крестообразные связки, до конца сезона. По итогу сезона футболист вместе с клубом стал бронзовым призёром чемпионата.

#### Сезон 2021
В начале 2021 года футболист присоединился к подготовке к новому сезону с основной командой жодинского клуба, восстановившись после травмы. Новый сезон футболист начал 6 марта 2021 года с четвертьфинального матча Кубка Беларуси против дзержинского «Арсенала», выйдя на замену в начале второго тайма. Первый матч в чемпионате футболист сыграл 13 марта 2021 года против минского «Динамо», выйдя на замену на 82 минуте. В ответной четвертьфинальной встрече Кубка Беларуси футболист вместе с клубом с ничейным счётом сыграл против дзержинского «Арсенала», однако вышел в полуфинальную стадию. По итогу полуфинальных матчей Кубка Беларуси футболист вместе с клубом уступил борисовскому БАТЭ и завершили выступление на турнире. В мае 2021 года футболист стал редко попадать в заявку клуба на матчи. В июле 2021 года футболист вместе с клубом отправился на квалификационные матчи Лиги конференций УЕФА, где уступили датскому «Копенгагену». 

#### Аренда в «Белшина»
В августе 2021 года футболист на правах арендного соглашения присоединился к бобруйской «Белшине», соглашение с которой было заключено до конца сезона. Первый матч за клуб футболист сыграл 14 августа 2021 года против петриковского «Шахтёра», выйдя на поле в стартовом составе. Своим первым в сезоне забитым голом футболист отличился 20 августа 2021 года в матче против гомельского «Локомотива». По итогу сезона футболист вместе с клубом стал серебряным чемпионата, получив прямое повышение в Высшую лигу. На протяжении сезона футболист выступал за клуб в роли одного из ключевых игроков, отличившись 4 забитыми голами и результативной передачей. По окончании срока арендного соглашения футболист покинул бобруйский клуб.

### «Белшина»
В январе 2022 года футболист начинал подготовку с основной командой жодинского «Торпедо-БелАЗ». В феврале 2022 года футболист покинул клуб, расторгнув контракт по соглашению сторон. В феврале 2022 года футболист на правах свободного агента присоединился к бобруйской «Белшине». Первый матч за клуб футболист сыграл 20 марта 2022 года против могилёвского «Днепра», выйдя на поле в стартовом составе. Первым в сезоне забитым голом за клуб футболист отличился 22 июня 2022 года в матче Кубка Беларуси против клуба «Технолог-БГУТ». Своим первым забитым голом в чемпионате футболист отличился 20 августа 2022 года в матче против «Гомеля». По итогу сезона футболист вместе с клубом завершил чемпионат на итоговом двенадцатом месте в турнирной таблице. На протяжении сезона футболист выступал за клуб в роли одного из ключевых игроков, отличившись 3 забитыми голами и 5 голевыми передачами во всех турнирах.
В начале 2023 года футболист вместе с бобруйским клубом приступил к подготовке к новому сезону. Новый сезон футболист начал 4 марта 2023 года с четвертьфинального матча Кубка Беларуси против борисовского БАТЭ, выйдя на поле в стартовом составе. В ответном матче 11 марта 2023 года борисовский БАТЭ также оказался сильнее и вышел в следующую стадию турнира. Первый матч в чемпионате футболист сыграл 19 марта 2023 года против «Сморгони», выйдя на поле в стартовом составе. В мае 2023 года по решению контрольно-дисциплинарного комитета АБФФ был оштрафован за участие в договорных матчах и получил шестимесячную дисквалификацию в случае неуплаты штрафа. Первыми результативными действиями в сезоне футболист отличился 26 мая 2023 года в матче против солигорского «Шахтёра», оформив дубль из голевых передач. Первым в сезоне забитым голом за клуб футболист отличился 5 августа 2023 года в матче против «Сморгони». По итогу сезона футболист вместе с клубом завершил чемпионат на итоговом последнем месте, вылетев в Первую лигу. На протяжении сезона футболист выступал за клуб в роли одного из основных игроков, отличившись 5 забитыми голами и 4 голевыми передачами. В декабре 2023 года появилась информация, что футболист покидает клуб. В январе 2024 года футболист официально покинул бобруйский клуб.

### «Неман» Гродно
В январе 2024 года футболист перешёл в гродненский «Неман», с которым заключил двухлетний контракт. Дебютировал за клуб футболист 3 марта 2024 в четвертьфинальном матче Кубка Беларуси против «Минска», выйдя на поле в стартовом составе. В ответном четвертьфинальном матче 9 марта 2024 года футболист вместе с клубом победили столичный «Минск», выйдя в полуфинал турнира. Первый матч в чемпионате футболист сыграл 13 апреля 2024 года против могилёвского «Днепра», выйдя на замену на 76 минуте. Вместе с гродненским клубом футболист стал обладателем Кубка Беларуси, где в финале 25 мая 2024 года победили «Ислочь». В июле 2024 года футболист вместе с клубом отправился на квалификационные матчи Лиги конференций УЕФА, где по сумме матчей уступили румынскому клубу ЧФР Клуж. Дебютным забитым голом за клуб футболист отличился 1 декабря 2024 года в матче против «Минска». По итогу сезона футболист вместе с клубом стал серебряным призёром чемпионата. На протяжении сезона футболист выступал за клуб в роли одного из основных игроков, отличившись своим единственным забитым голом. В январе 2025 года футболист покинул клуб, расторгнув контракт по соглашению сторон.

### «Славия-Мозырь»
В конце января 2025 года футболист прибыл в расположение мозырской «Славии». В феврале 2025 года футболист официально присоединился к мозырскому клубу, подписав контракт до конца сезона. Дебютировал за клуб футболист 14 мая 2025 года в матче против «Ислочи», выйдя на поле в стартовом составе, также отличившись своим дебютным забитым голом. В составе мозырского клуба футболист сыграл свой 100 матч в Высшей лиге, который провёл 27 июня 2025 года против столичного «Минска».

## Международная карьера
Выступал в юношеский сборных Беларуси до 17, 18 и 19 лет.

## Достижения
«Белшина»
- Победитель Первой Лиги: 2019

«Неман» Гродно
- Обладатель Кубка Беларуси: 2023/24